# Bridgestone Open
Het Bridgestone Open is een golftoernooi van de Japan Golf Tour.
De eerste editie vond plaats in 1972 op de Mitsukaido Golf Club. In 1973 ging het toernooi naar de Tokyo Yomiuri Country Club en sindsdien wordt het gespeeld op de Sodegaura Club.
Het toernooirecord staat op naam van Taichi Teshima, die het toernooi in 2006 won met een score van 266 (-22). De winnaar wordt uitgenodigd voor de WGC - Bridgestone Invitational. 

## Winnaars
| - 1972: Hsieh Min-Nan - 1973: Hiroshi Ishii - 1974: Graham Marsh - 1975: Yoshitaka Yamamoto - 1976: Takashi Murakami - 1977: Fujio Kobayashi - 1978: Hiroshi Ishii - 1979: Lanny Wadkins - 1980: Bob Gilder - 1981: Hale Irwin | - 1982: Hsieh Min-Nan - 1983: Eitaro Deguchi - 1984: Masahiro Kuramoto - 1985: Masahiro Kuramoto - 1986: Tateo Ozaki - 1987: David Ishii - 1988: Masashi Ozaki - 1989: Roger Mackay - 1990: Saburo Fujiki - 1991: Isao Aoki | - 1992: Masahiro Kuramoto - 1993: Ikuo Shirahama - 1994: Brian Watts - 1995: Shigeki Maruyama - 1996: Shigeki Maruyama - 1997: Masashi Ozaki - 1998: Nobuhito Sato - 1999: Shigeki Maruyama - 2000: Nobuhito Sato - 2001: Toshimitsu Izawa | - 2002: Scott Laycock - 2003: Naomichi Ozaki - 2004: Toru Taniguchi - 2005: David Smail - 2006: Taichi Teshima - 2007: Shingo Katayama - 2008: Azuma Yano - 2009: Yuta Ikeda |